# Ceratopsyche kagiana
Ceratopsyche kagiana är en nattsländeart som först beskrevs av Kobayashi 1987.  Ceratopsyche kagiana ingår i släktet Ceratopsyche och familjen ryssjenattsländor. Inga underarter finns listade i Catalogue of Life.